# 조조엔

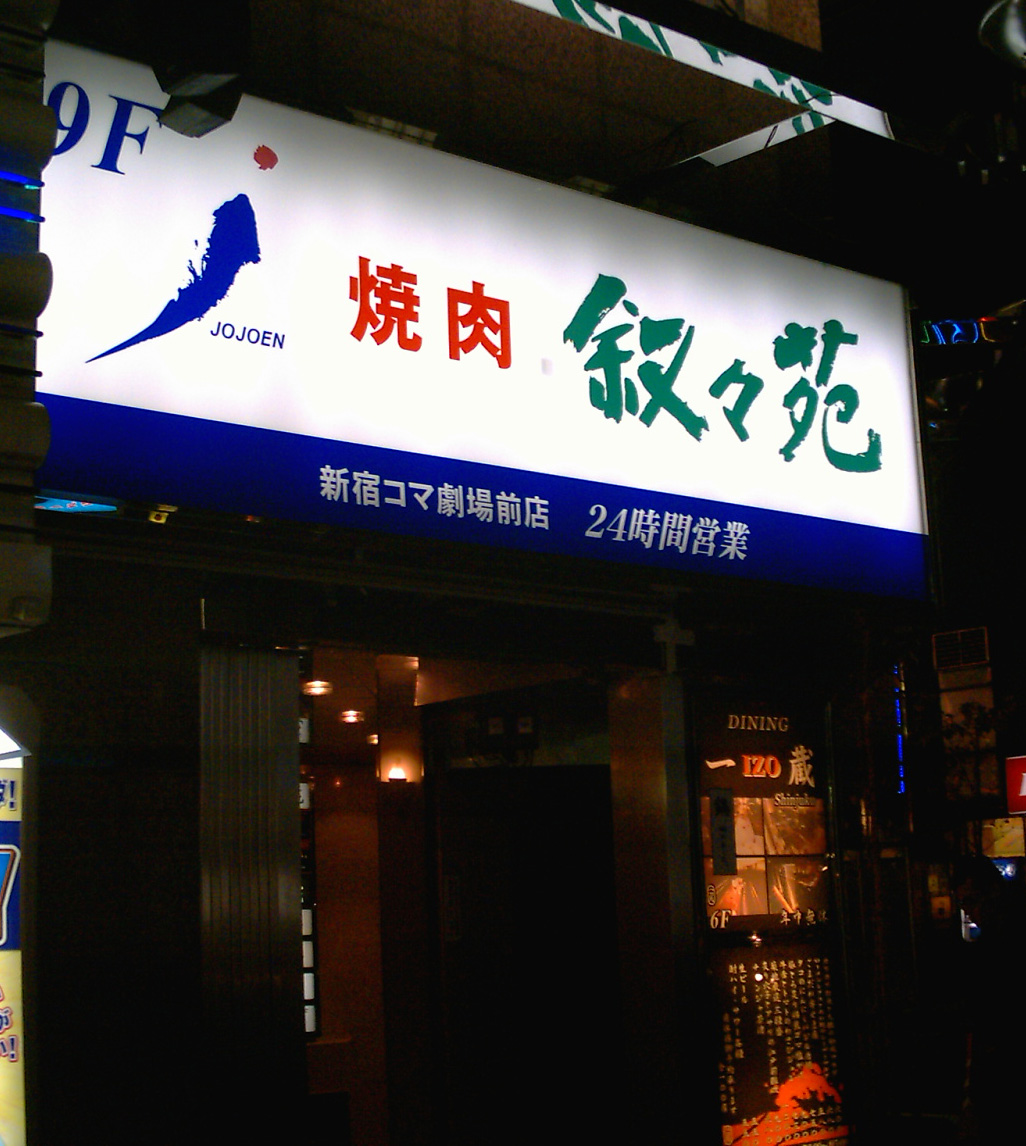
조조엔.도쿄 신주쿠 고마극장 앞점

주식회사 조조엔(株式会社叙々苑)은 본사가 도쿄도 미나토구에 있는 불고기 체인점 조조엔을 운영하는 기업이다.

## 개요
가나가와현 요코스카시 출신의 재일조선인인 박태도(일본명 아라이 다이도(新井泰道), 1942년 10월 18일 ~ )가 1976년 4월에 롯폰기에서 처음으로 가게 문을 열었다. 회사 이름은 고기를 구울 때 나는 소리를 땄다고 한다.

## 연혁
- 1976년4월 - 창업（롯폰기점 개업）
- 1984년4월 - 주식회사 조조엔 설립
- 2006년 12월 21일 - 오사카시에 가게 개업.(일본 수도권 외 처음)